# Emil Stöhr
Emil Stöhr (5 de diciembre de 1907 - 26 de febrero de 1997) fue un actor y director de nacionalidad austriaca.

## Biografía
Nacido en Viena, Austria, su verdadero nombre era Emil Paryla.  Su padre era empleado del ministerio de finanzas, y su madre trabajaba en una bodega. En 1917 falleció su padre, por lo cual su madre hubo de criar sola a Emil y a su hermano Karl. Tras cursar estudios secundarios hizo un aprendizaje en la Academia de Música y Artes Escénicas. Cuando los Nazis tomaron el poder, Stöhr, que era comunista, emigró a Suiza. En 1948, junto a su hermano Karl Paryla, Wolfgang Heinz, Günther Haenel y Friedrich Neubauer, asumieron la gestión del Teatro Scala Wien, en Viena. Tras el cierre del teatro, a mediados de la década de 1950 fue a vivir a la República Democrática de Alemania, trabajando allí hasta el año 1963 como director y actor en el Deutsches Theater de Berlín.
Emil Störh falleció en Múnich, Alemania, en el año 1997. Fue enterrado en el Cementerio central de Viena (Gr. 89, R. 18, Nr. 51). Stöhr era el padre de la actriz Katja Paryla.

## Filmografía (selección)
- 1938 : Prinzessin Sissy
- 1954 : Schicksal am Lenkrad
- 1955 : Robert Mayer – Der Arzt aus Heilbronn
- 1958 : Tilman Riemenschneider
- 1964 : Die Geschichte von Joel Brand (telefilm)
- 1964 : Das Kriminalmuseum (serie TV), episodio Der Füllfederhalter
- 1966 : Raumpatrouille (serie TV), episodios Planet außer Kurs y Invasion
- 1967 : Der Befehl (telefilm)
- 1967 : Nach der Entlassung (telefilm)
- 1970 : Traumnovelle (telefilm)
- 1973 : Die Parade (telefilm)
- 1978 : Wallenstein (miniserie TV)

## Teatro

### Director
- 1955 : Johann Nestroy: Theaterg’schichten – (Deutsches Theater de Berlín)
- 1957 : Frances Goodrich/Albert Hackett: Das Tagebuch der Anne Frank – (Deutsches Theater Berlin)
- 1958 : Erich Maria Remarque: Die letzte Station – (Deutsches Theater Berlin)
- 1959 : Carlo Goldoni: Das Kaffeehaus – (Deutsches Theater Berlin)
- 1961 : Walter Hasenclever: Ein besserer Herr – (Volksbühne de Berlín)

### Actor
- 1956 : Oscar Wilde: La importancia de llamarse Ernesto, dirección de Herwart Grosse (Deutsches Theater de Berlín)
- 1957 : Johann Nestroy: Einen Jux will er sich machen, dirección de Otto Tausig (Deutsches Theater Berlin)
- 1959 : Unbekannter Verfasser: Die Trickbetrügerin und andere merkwürdige Begebenheiten, dirección de Herwart Grosse (Deutsches Theater Berlin)
- 1961 : Antón Chéjov: El jardín de los cerezos, dirección de Wolfgang Heinz (Deutsches Theater Berlin)